# Alte uniformi e camicie da notte
Alte uniformi e camicie da notte è un romanzo dello scrittore brasiliano Jorge Amado, pubblicato nel 1979.
Il libro è stato tradotto in: inglese, francese, italiano, spagnolo, tedesco, russo, greco moderno, arabo ed ebraico.
In Italia è stato pubblicato nel 1983, nella traduzione di Elena Grechi.

## Trama
Il romanzo ha come scenario la città di Rio de Janeiro e i personaggi ruotano attorno al mondo della Accademia di Lettere Brasiliana e al poeta Antônio Bruno, che muore, disperato per l'occupazione della Francia, sua seconda patria, da parte dei tedeschi. Si libera così un posto all'Accademia. L'azione si svolge nel 1940 e nel gennaio 1941, in piena dittatura dello Stato Nuovo (Estado Novo), e a volere la carica di Accademico è un militare, letterato, fanatico militante della dittatura, il famigerato colonnello Agnaldo Sampaio Pereira. Ma gli amici di Antônio Bruno, che deprecano gli eventi della dittatura, si oppongono a questa candidatura e propongono un altro militare, in pensione, di maggior grado, per contrastarlo.
Una rigida etichetta vincola gli aspiranti all'Accademia Brasiliana a far visita a tutti i futuri colleghi, per richiederne il voto. La candidatura di Pereira era stata sollecitata da tale Lisandro Leite, accademico e giurista, che si aspettava in cambio altri favori. Perciò il fatto che Pereira abbia un avversario, nella persona del generale Waldomiro Moreira, rende molto arduo il compito del colonnello, che si ritrova a subire vari rifiuti, alcuni profondamente umilianti. Dopo l'incontro con il più difficile degli accademici, accusato di essere un nazista, Agnaldo Pereira torna a casa propria, si mette a letto per un malessere e viene trovato morto a causa di un infarto.
A questo punto il generale Waldomiro Moreira si ritrova candidato unico all'Accademia, in quanto, sempre a causa dei regolamenti, sono scaduti i termini per altre candidature. Così il generale, che pure è contrario al regime, si rivela arrogante e si comporta come fosse già eletto, arrivando a gesti di grande prepotenza, come partecipare a ricevimenti riservati ai familiari degli accademici. Di fronte a tanta inciviltà, i suoi sostenitori decidono di votare scheda bianca o di astenersi, unico modo per evitare un'elezione altrimenti già decisa. Riprendono le trame e il generale incorre in altre sconvenienze. Il giorno dell'elezione, in attesa del risultato, il generale fa preparare una festa principesca. Ma quando apprende al telefono che non ha raggiunto il quorum dei voti richiesti e che ci sono state molte astensioni e schede bianche, a sua volta il generale cade stroncato da un infarto.
Finalmente gli accademici potranno invitare un poeta, perché, sulla base di un equivoco, ovviamente ben sostenuto dai simpatizzanti del regime, il posto avrebbe dovuto essere riservato a un militare. Ma la cultura, la letteratura non possono ragionare in questi termini, bensì in termini di creatività e di progresso nelle lettere. Così, in tutto il libro si rievoca la storia di Antônio Bruno, poeta scanzonato e ricco di amanti, che amò le sue donne ma le restituì alla loro vita con garbo, perché il suo amore più grande andava alla poesia e alla libertà.

### Verosimilità della trama
Nell'incipit del romanzo, l'autore dichiara che la vicenda è totalmente frutto della sua fantasia. Tuttavia, le descrizioni riguardanti i metodi dell'Estado Novo sono verosimili e ricalcano quanto scritto dallo stesso Amado ne I sotterranei della libertà.

## Edizioni in italiano
- Jorge Amado, Alte uniformi e camicie da notte, trad. dal portoghese di Elena Grechi, ed. Garzanti, Milano 1983.